# Мальпенса (аэропорт)
Международный аэропорт Милан-Мальпенса - Сильвио Берлускони, Аэропорт города Милана (итал. L'Aeroporto internazionale Milano-Malpensa "Silvio Berlusconi", Aeroporto Città di Milano, англ. Milano Malpensa Airport, City of Milan Airport) (ИАТА: MXP, ИКАО: LIMC), бывший Аэропорт Бусто-Арсицио (итал. Aeroporto Città di Busto Arsizio), — крупнейший из трёх аэропортов Милана, Италия. Расположен в 45 км от центра Милана.
Аэропорт связан с Миланом шоссе Милан — Варезе и железной дорогой, по которой следует «Мальпенса-Экспресс» до станций Милан-Кадорна и Милан-Централе (местные железные дороги TreNord). Также из Мальпенсы на регулярном автобусе можно попасть в аэропорт Линате . В миланской системе аэропортов есть третий международный аэропорт, Орио-аль-Серио, обслуживающий низкобюджетные авиакомпании.
В 2007 году пассажиро-оборот аэропорта Мальпенса составил 23,8 млн (всего в трёх миланских аэропортах 39 млн.). Он является одним из самых загруженных аэропортов Италии, вместе с римским аэропортом имени Леонардо да Винчи по перевозке международных пассажиров. Кроме того, является крупнейшим грузовым аэропортом Италии.
В Терминале 2 аэропорта Мальпенса расположена крупнейший хаб  easyJet за пределами Великобритании.
В 2008 году Lufthansa объявила о планах организации крупного хаба за пределами Германии. В октябре 2008 года Lufthansa создала итальянское подразделение, Lufthansa Italia. SEA и Lufthansa подписали меморандум о взаимопонимании относительно дальнейшего развития и использования мощностей аэропорта.
В Мальпенсе два терминала: Терминал 1 (T1) для регулярных рейсов и Терминал 2 (T2) для чартерных и бюджетных перевозчиков. В Терминале 1 три сателлита: A, обслуживающий местные и европейские рейсы в шенгенской зоне, B, обслуживающий международные рейсы за пределами шенгенской зоны, С, также обслуживающий международные рейсы за пределами шенгенской зоны. Планируется строительство третьей взлётно-посадочной полосы. Грузовой терминал CargoCity обрабатывает 410 тысяч тонн в год.

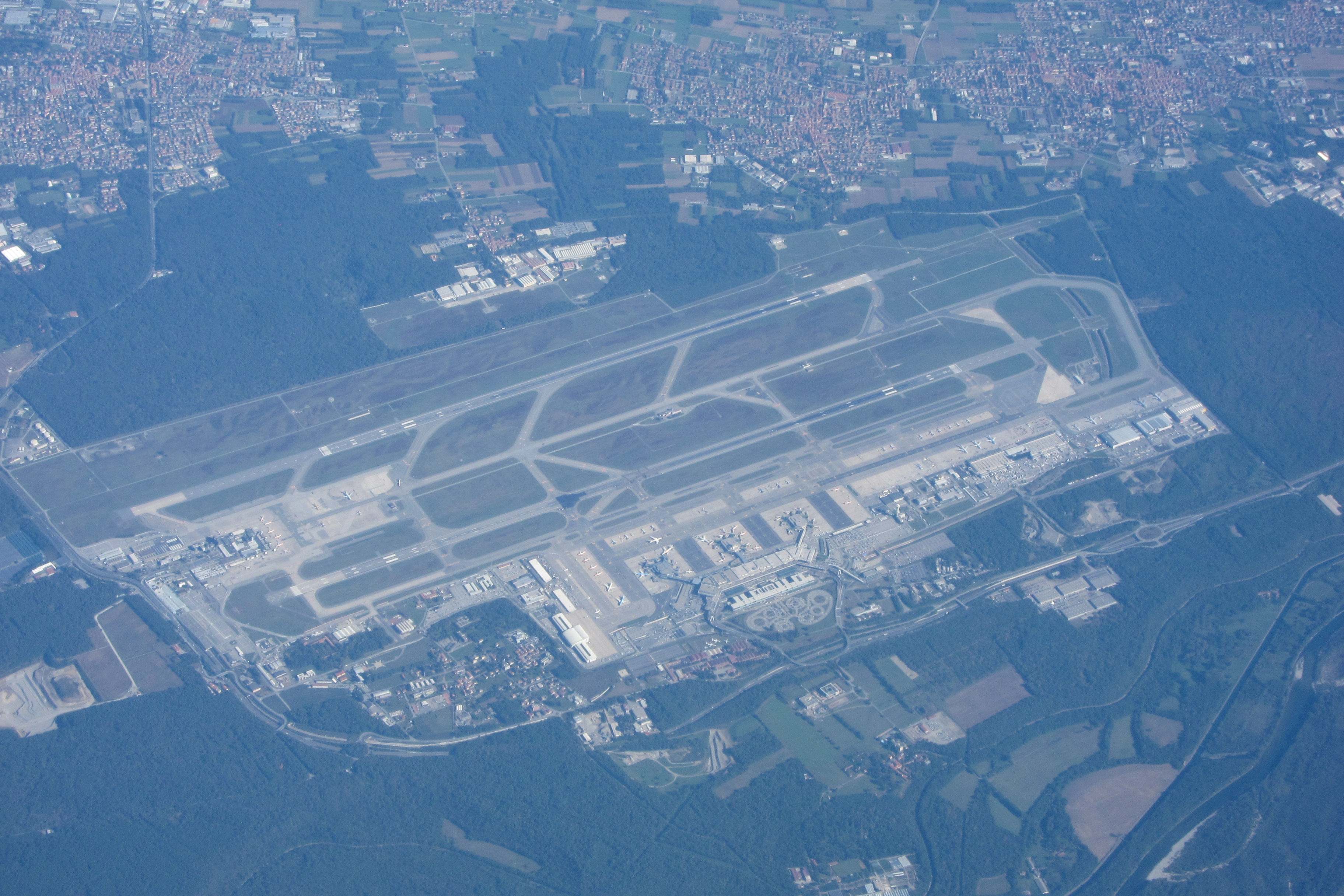
Аэропорт Мальпенса с высоты птичьего полёта

## Авиакомпании и назначения

### Терминал 1-C
Открыт в 2013 году.